# اسکات دوبی
اسکات دوبی (انگلیسی: Scott Dobie؛ زادهٔ ۱۰ اکتبر ۱۹۷۸) بازیکن فوتبال اهل بریتانیا است.
از باشگاه‌هایی که در آن بازی کرده‌است می‌توان به باشگاه فوتبال وست برومویچ آلبیون، باشگاه فوتبال ناتینگهام فارست، باشگاه فوتبال یورک سیتی، باشگاه فوتبال سنت جانستون، باشگاه فوتبال کارلایل یونایتد، باشگاه فوتبال میلوال، و باشگاه فوتبال برادفورد سیتی اشاره کرد.
وی همچنین در تیم ملی فوتبال اسکاتلند بازی کرده‌است.